# Station Helmstedt
Station Helmstedt (Bahnhof Helmstedt) is een spoorwegstation in de Duitse plaats Helmstedt, in de deelstaat Nedersaksen. Het station ligt aan de doorgaande spoorlijn Braunschweig - Helmstedt, die overgaat in de spoorlijn Eilsleben - Helmstedt en verder naar Maagdenburg. Daarnaast takken hier spoorlijnen af naar Oebisfelde en Holzminden.

## Geschiedenis

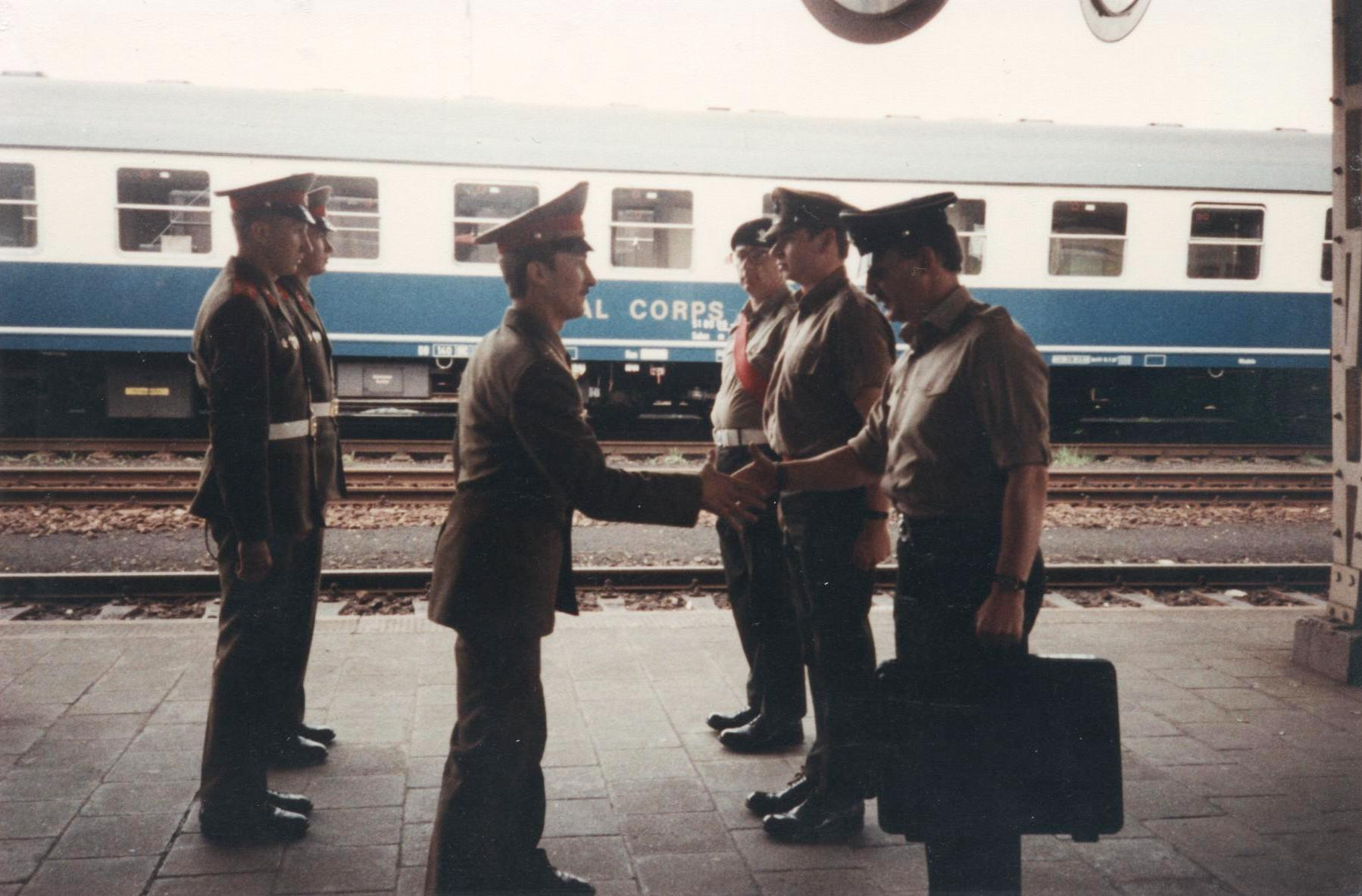
Grensformaliteiten tussen Sovjet en Britse geallieerde in Marienborn (1990)

Het station werd op 15 september 1872 geopend.
Het station werd voornamelijk bekend tussen 1945 en 1989 door de locatie aan de Duits-Duitse grens tussen West-Duitsland (BRD) en Oost-Duitsland (DDR). Helmstedt lag aan een van de weinige spoorlijnen die wel de grens doorkruiste en was van groot belang voor het transitverkeer naar West-Berlijn (ook vanuit Nederland). Grenscontroles vonden zowel in Helmstedt als in het eerstvolgende station in de DDR, Marienborn, plaats. Hierdoor moesten de transittreinen twee keer in korte tijd stoppen. Later was ook het wisselen van locomotief nodig omdat in de BRD de lijnen waren geëlektrificeerd, terwijl in de DDR nog met diesellocomotieven werd gereden.
Na "De val van de Muur" op 9 november 1989 en de Duitse hereniging hierop volgend, werden de grensfaciliteiten in Helmstedt overbodig. Een deel van de gebouwen werd gesloopt en het emplacement is flink verkleind. Het station is in 2007 grootschalig gerenoveerd.

## Indeling
Het station beschikt over twee perrons, die zijn deels overkapt. Het eerste perron ligt langs het stationsgebouw en heeft één doorgangsspoor (spoor 1) en één kopspoor (spoor 4) in de richting van/naar Braunschweig. Het tweede perron is een eilandperron met twee doorgangssporen (spoor 2 en 5). De perrons zijn onderling verbonden via een voetgangerstunnel die ook voorzien zijn van liften. In het gebouw is er een DB Reisecentrum (OV-Servicewinkel) gevestigd. Voor het gebouw is er een parkeerterrein, fietsenstalling en een busstation.

## Verbindingen

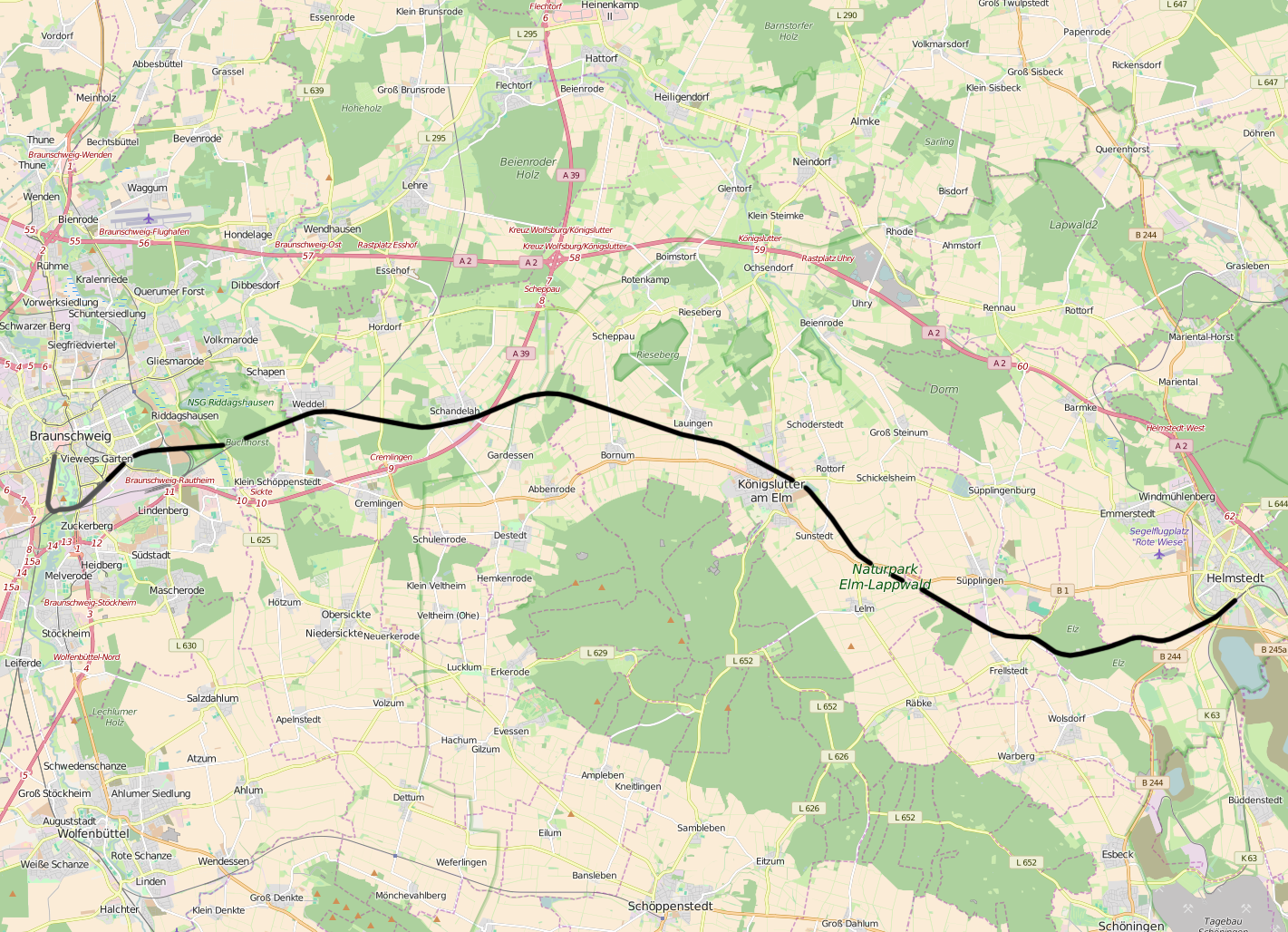
Kaart traject spoorlijn Braunschweig - Helmstedt
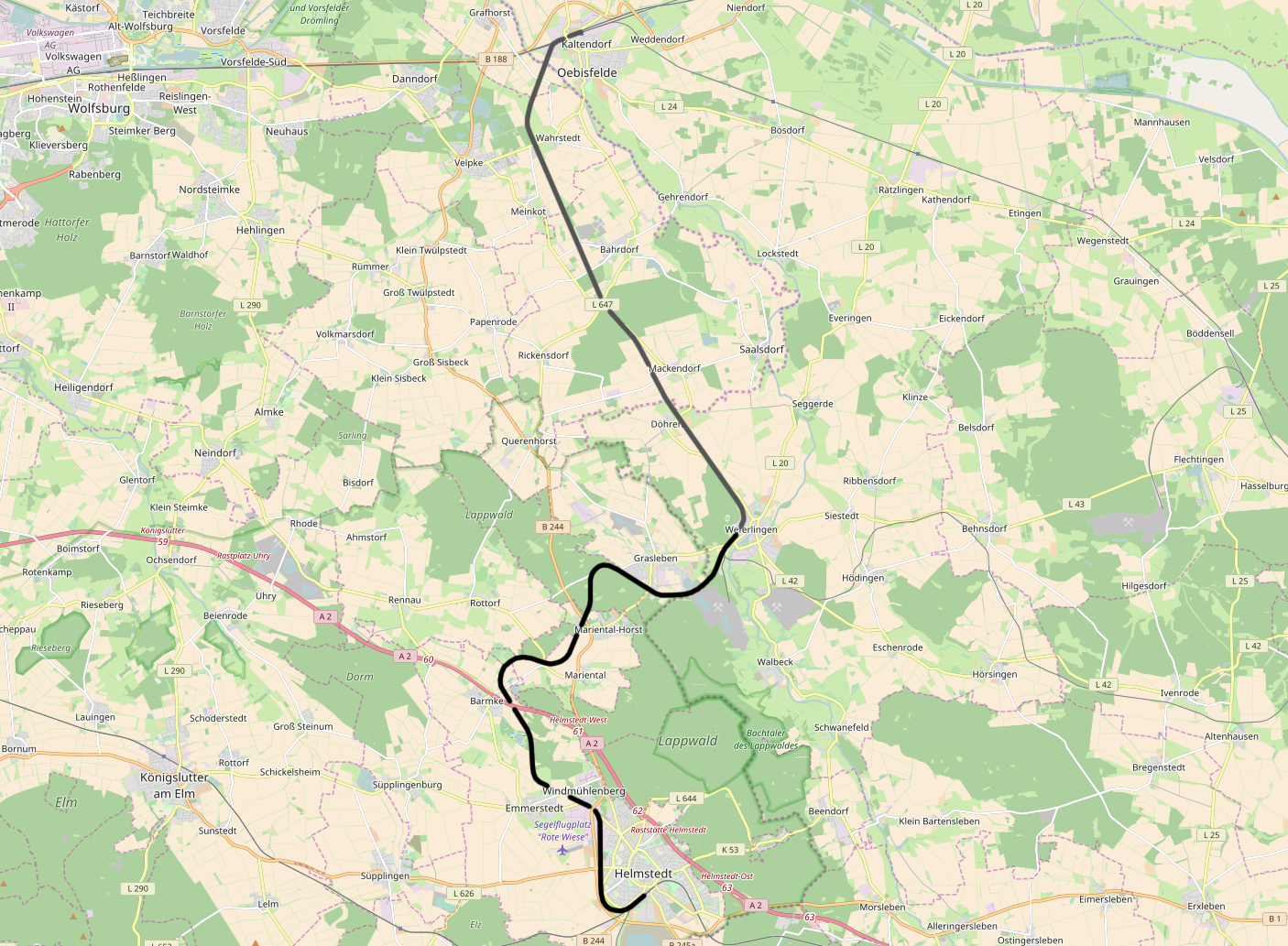
Kaart traject goederenspoorlijn naar Weferlingen en Oebisfelde
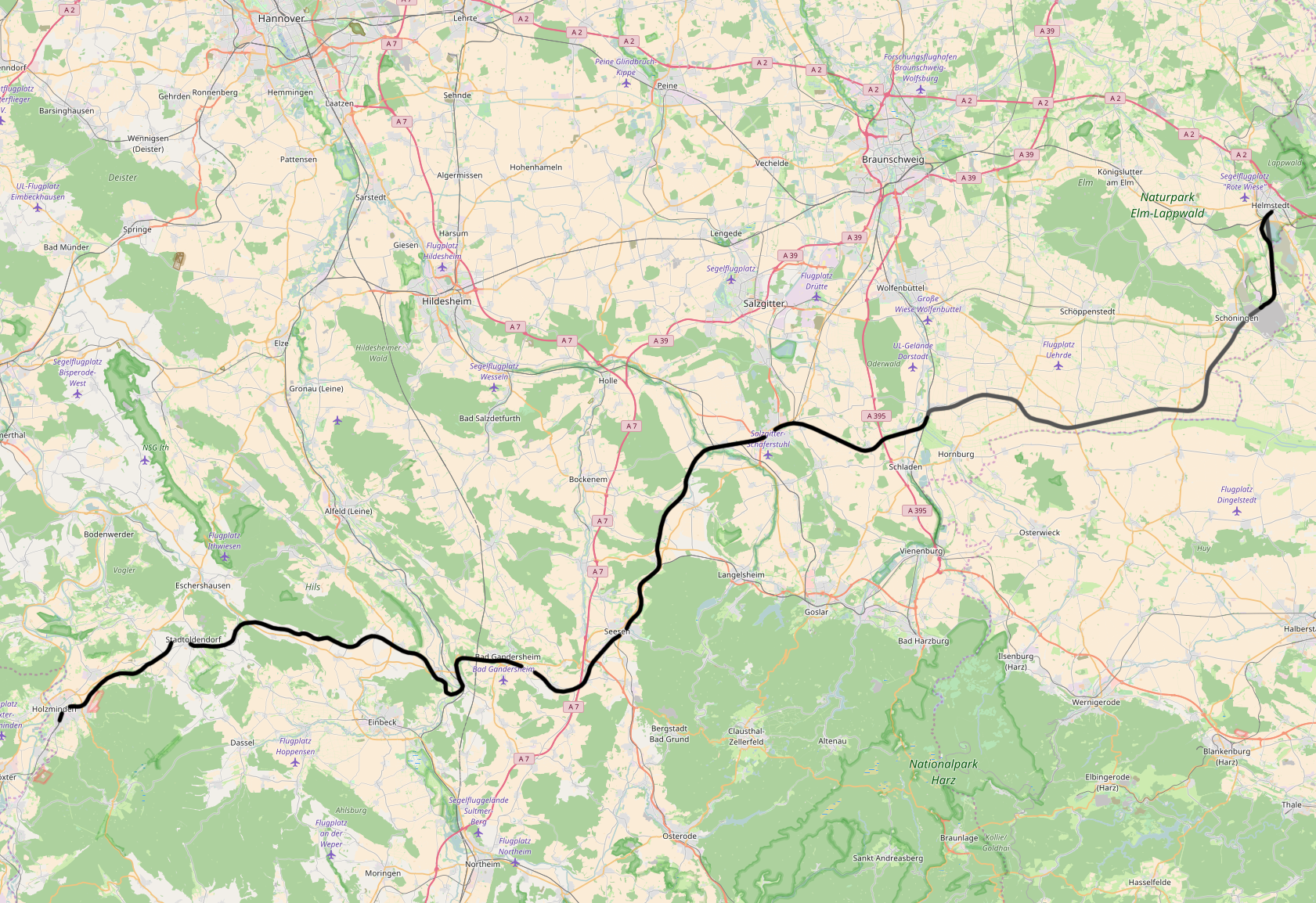
Kaart traject goederenspoorlijn naar Schöningen en Holzminden
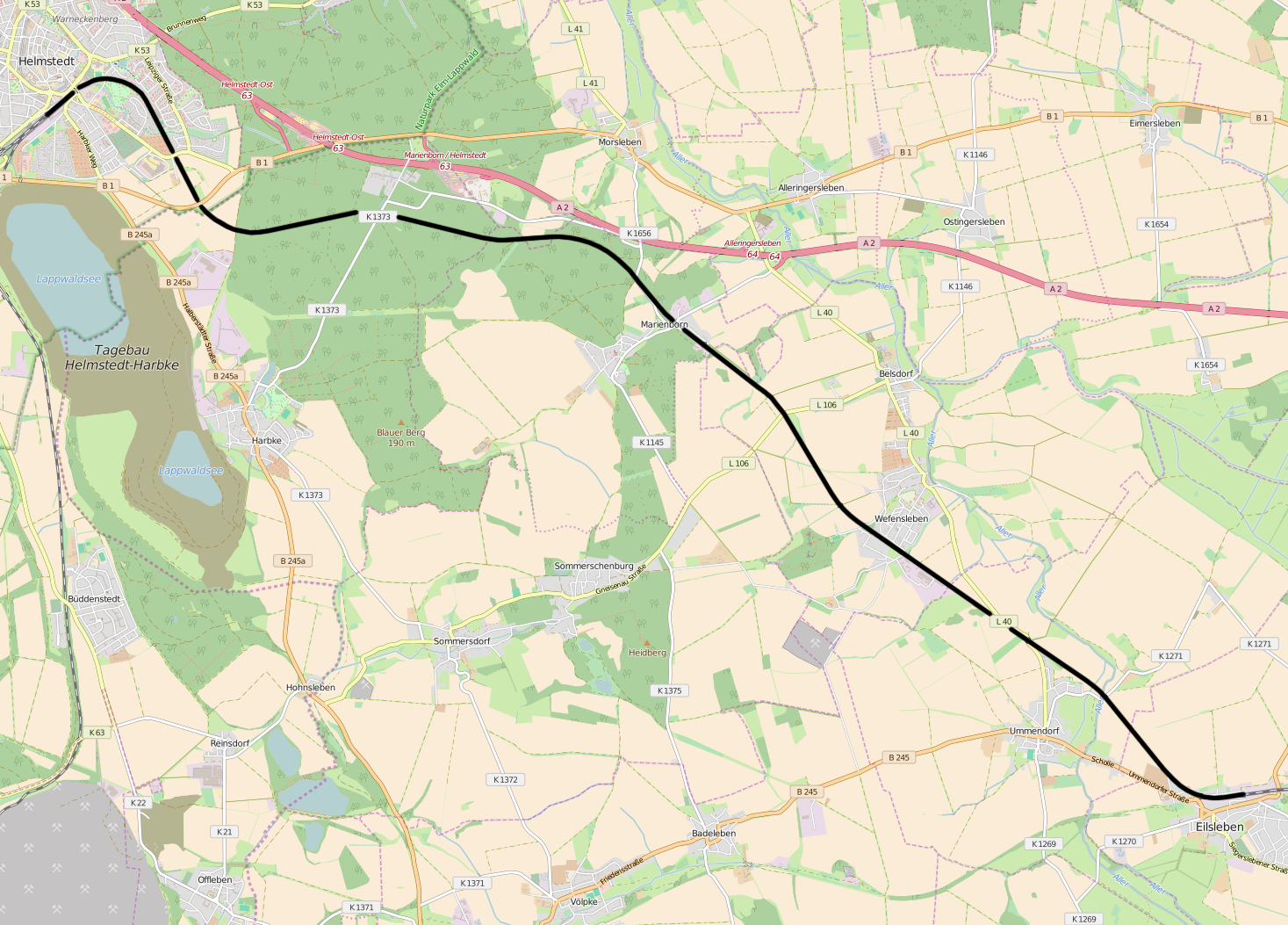
Kaart traject spoorlijn Eilsleben - Helmstedt

De volgende treinserie doet Helmstedt aan: (op het station stoppen ook enkele Intercity-treinen)
| Serie | Treinsoort                     | Route | Bijzonderheden |
| ----- | ------------------------------ | --- | --- |
| IC 55 | Intercity (DB Fernverkehr)     | Dresden Hbf – Riesa – Leipzig Hbf – Flughafen Leipzig/Halle – Halle (Saale) Hbf – Magdeburg Hbf – Helmstedt – Braunschweig Hbf – Hannover Hbf – Bielefeld Hbf – Hamm (Westf) – Dortmund Hbf – [ Hagen Hbf – Wuppertal Hbf – Solingen Hbf – Köln Hbf ] / [ Bochum Hbf – Essen Hbf – Mülheim (Ruhr) Hbf – Duisburg Hbf – Düsseldorf Hbf – Köln Hbf – Bonn Hbf – Koblenz Hbf – Mainz Hbf – Mannheim Hbf – Heidelberg Hbf – Stuttgart Hbf – Ulm Hbf – Memmingen – Kempten (Allgäu) Hbf – Immenstadt – Oberstdorf ] | 1x per dag Leipzig - Oberstdorf via Duisburg en Düsseldorf. |
| IC 56 | Intercity (DB Fernverkehr)     | [ [ Norddeich Mole ] / [ Emden Außenhafen ] – Emden Hbf – Leer (Ostfriesl) – Oldenburg (Oldb) Hbf – Bremen Hbf – Hannover Hbf – Braunschweig HbfHelmstedt – ] / [ Warnemünde – Rostock Hbf – Bützow – Bad Kleinen – Schwerin Hbf – Ludwigslust – Wittenberge – Stendal Hbf ] – Magdeburg Hbf – [ Halle (Saale) Hbf – Leipzig Hbf ] / [ Brandenburg Hbf – Potsdam Hbf – Berlin Hbf – Berlin Ostbahnhof – Cottbus ]                                                                                              | Eén trein per dag vanaf Magdeburg Hbf naar Cottbus. Eén trein per dag vanaf Warnemünde. Tussen Norddeich Mole en Bremen Hbf worden ook plaatsbewijzen van het regionale verkeer geaccepteerd. |
| RB 40 | Regionalbahn (DB Regio Südost) | Braunschweig Hbf – Helmstedt – Eilsleben – Magdeburg Hbf – Burg – Genthin | Enkele treinen van/naar Genthin; Helmstedt - Burg 1x per twee uur in het weekend. |